# Blind Horizon
Pour plus de détails, voir Fiche technique et Distribution.
Blind Horizon est un film américain réalisé par Michael Haussman, sorti en 2003. 
C'est le dernier film de Noble Willingham qui est décédé en 2004.

## Synopsis
Le film commence à la périphérie du Nouveau-Mexique rural où un inconscient Frank Kavanaugh (Val Kilmer) est découvert par deux propriétaires de ranch locaux. Souffrant d'une blessure par balle à la tête, il est transporté d'urgence dans un hôpital voisin dans une petite ville appelée Black Point. En raison de l'étendue de ses blessures, Kavanaugh est placé dans une unité de soins intensifs sous les soins d'une infirmière en traumatologie nommée Liz (Amy Smart). Après avoir repris connaissance, Kavanaugh est interrogé par le shérif Kolb (Sam Shepard), mais en raison de ses blessures à la tête, il est incapable d'expliquer ce qui s'est passé en raison d'un cas d'amnésie temporaire. Compte tenu de son état, Kavanaugh est condamné à rester à l'hôpital pour une observation plus approfondie.
À leur grande consternation, le shérif Kolb et ses adjoints sont incapables de trouver des indices sur ce qui aurait pu arriver à Kavanaugh. Après une recherche approfondie de la scène du crime, le shérif Kolb retourne à l'hôpital pour constater que Kavanaugh, dans un état violent et confus, prétend avoir connaissance d'une possible tentative d'assassinat contre le président des États-Unis. Le Dr Conway (Gil Bellows) persuade Kavanaugh de rester calme et explique plus tard au shérif Kolb que sa paranoïa provient d'un effet secondaire délirant de l'amnésie. Parmi la confusion supplémentaire, Kavanaugh fait l'expérience d'une myriade d'images qui pourraient être de la pure fantaisie ou de vrais souvenirs pré-amnésiques. L'image la plus vivante, dans laquelle une silhouette sombre et sombre est vue en train de parler avec une mystérieuse femme nommée Mme K (Faye Dunaway), fait allusion à divers détails d'une éventuelle tentative d'assassinat impliquant des partis gouvernementaux clés. Cependant, en raison de l'état dérangé de Kavanaugh, il est incapable de faire la différence entre la réalité et le fantasme.
Le shérif Kolb croit qu'il y a une certaine crédibilité dans l'histoire de Kavanaugh et continue de le questionner. Pour compliquer encore les choses pour Kavanaugh, sa fiancée, Chloé (Neve Campbell), arrive à l'hôpital et prend des dispositions pour sa libération immédiate. Il est ensuite révélé par Chloé qu'elle et Kavanaugh sont en fait de Chicago et que Kavanaugh travaille pour l'IRS. Elle produit une documentation qui vérifie l'emploi de Kavanaugh avec le gouvernement et explique en outre au shérif Kolb qu'elle et Kavanaugh étaient au Nouveau-Mexique en vacances. Elle produit également une photo en bord de mer de Kavanaugh et elle-même marchant sur une plage comme preuve supplémentaire qu'elle est sa fiancée. Kavanaugh croit toujours fermement à une tentative imminente d'attentat contre le président et appelle plus tard les services secrets américains. Il les avertit d'un complot d'assassinat qui se produira à Black Point dans les prochains jours. Désemparée par sa situation, Chloé convainc Kavanaugh de quitter l'hôpital avec elle, et elle le ramène au motel où ils s'étaient rendus quelques jours plus tôt. Soit dit en passant, des mises à jour récentes révèlent que le président et son équipe de campagne ont visité le sud-ouest et arriveront au Nouveau-Mexique dans les prochains jours.
Alors que le président arrive et se prépare à s'adresser au public, Kavanaugh tente de suivre les preuves dont il dispose pour avertir les autorités et éviter l'assassinat. Alors qu'il regarde le président d'un immeuble voisin, il découvre un ensemble d'équipement de tireur d'élite, y compris un fusil, qu'il assemble instinctivement. Tirant son objectif par la fenêtre, il regarde le président à travers la portée du fusil et se rend compte qu'il est en danger et que ses flash-backs sont issus de toute la préparation menant à la date de l'événement. Il remarque un autre assassin visant le président avec son fusil de sniper de l'autre côté. Comprenant qu'il a le pouvoir de changer le cours des événements, Kavanaugh est entre-temps rejoint par Mme K, manifestement l'instigatrice des évènements, qui lui confirme qu'il fait partie d'un trio de tueurs dans une mission appelée "Rhombus". S'apercevant qu'elle sort son arme, il parvient à déjouer sa mort in extremis en la tuant. Puis, en cherchant Chloé, il se fait surprendre et arrêter par elle en pointant son arme sur lui. Elle fait partie du trio mais son amour pour Kavanaugh est malgré tout sincère, ce qui l'empêche de le tuer. Dès lors elle est abattue par le dernier tueur peu de temps après l'apparition du shérif qui a tout compris et lui demande de se rendre. Enfin, il vise le dernier assassin à travers le drapeau américain et lui tire dessus, le tuant et évitant l'assassinat du Président.

## Fiche technique
- Titre : Blind Horizon
- Réalisation : Michael Haussman
- Scénario : F. Paul Benz & Steve Tomlin
- Musique : Machine Head
- Photographie : Max Malkin
- Montage : Quincy Z. Gunderson & Alain Jakubowicz
- Production : Randall Emmett, George Furla, Heidi Jo Markel, Vincent Newman (en) & Tucker Tooley
- Sociétés de production : Millennium Films, Emmett/Furla/Oasis Films, Newman/Tooley Films & Blind Horizon Productions
- Société de distribution : Eagle Films
- Pays :  États-Unis
- Langue : Anglais
- Format : Couleur - Dolby - 1.85:1
- Genre : Thriller
- Durée : 91 min
- Classification : Canada : 14A (Ontario) / USA : R (certificat #39494 ; langage vulgaire, images violentes et érotisme)

## Distribution
- Val Kilmer (VF : Philippe Vincent) : Frank Kavanaugh
- Neve Campbell : Chloe Richards
- Sam Shepard : Le shérif Jack Kolb
- Amy Smart : Liz Culpepper
- Noble Willingham : Le shérif adjoint Shirl Cash
- Giancarlo Esposito : J.C. Reynolds
- Gil Bellows : Dr. Theodore Conway
- Faye Dunaway : Mme K
- Charles Ortiz : Nico
- Leo Fitzpatrick : Sterling

## Commentaires
- Le thème du héros amnésique est désormais commun, en particulier développé par le roman La Mémoire dans la peau, traité également dans la bande dessinée XIII.
- L'usage du flash back est ici omniprésent, du fait de la réapparition progressive de la mémoire du personnage principal.

## Anecdote
- Il s'agit du dernier film et de la dernière apparition à l'écran de Noble Willingham.